# 2013年世界田径锦标赛匈牙利代表团
参加在 俄羅斯莫斯科举行的2013年世界田径锦标赛的匈牙利代表团取得了一枚银牌，在奖牌榜上和博茨瓦纳、芬兰、意大利、卡塔尔一起并列第25名。

## 获得的奖牌
| 奖牌 | 运动员         | 项目     |
| ---- | -------------- | -------- |
| 銀牌 | Krisztián Pars | 男子链球 |

## 引用
1. ↑  . 国际田联.   [2013-08-18]. （原始内容存档于2018-01-08）.（英文）